# Stourhead House
Stourhead House é um palácio da Inglaterra, localizado no interior de um parque de 2.650 acres (11 km²) na nascente do Rio Stour, próximo de Mere, Wiltshire. A propriedade inclui, além do palácio em estilo Palladiano, a aldeia de Stourton, jardins no estilo jardim inglês, terras de cultivo e bosques. A herdade de Stourhead está na posse do "National Trust for Places of Historic Interest or Natural Beauty" (Instituto para os Lugares de Interesse Histórico ou de Beleza Natural) desde 1946.

## História

### Palácio
A família Stourton vivia na propriedade de Stourhead desde há 700 anos quando a vendeu a Henry Hoare I, filho do próspero banqueiro Sir Richard Hoare (1648-1718), em 1717. O solar original foi demolido e um novo edifício, um dos primeiros no estilo neo-Palladiano, foi desenhado por Colen Campbell e construído por Nathaniel Ireson, entre 1720 e 1724. Ao longo dos 200 anos seguintes os Hoare coleccionaram muitas relíquias de família, incluindo uma grande biblioteca e uma colecção de arte.
Richard Colt Hoare, o neto de Henry Hoare II, herdou Stourhead em 1785, tendo acrescentado ao palácio a alada biblioteca e sendo responsável, no jardim, pela construção da casa dos barcos e pela remoção de vários elementos que não estavam em harmonia com os estilos gerais, clássico e gótico (incluindo uma Tenda Turca). Também melhorou consideravelmente a plantação - o Templo de Apolo ergue-se numa encosta arborizada, a qual foi plantada na época de Colt Hoare.
Em 1901, o palácio foi destruído pelo fogo. No entanto, muitas das suas relíquias foram salvas e o edifício reconstruído num estilo praticamente idêntico. Henry Hugh Arthur Hoare, cujo herdeiro fôra morto na Primeira Guerra Mundial, deu o palácio ao National Trust em 1946, um ano antes da sua morte.

### Jardins
Os jardins foram desenhados por Henry Hoare II e implantados entre 1741 e 1780, num desenho clássico do século XVIII, em volta de um grande lago, conseguido pela barragem de um pequeno riacho. A inspiração por trás da sua criação foram os pintores Claude, Poussin e, em particular, Gaspar Dughet, que pintou vistas utópicas de paisagens italianas. É semelhante no estilo aos jardins paisagísticos de Stowe House.
Incluidos no jardim encontram-se vários templos desenhados para exibir a edicação e prosperidade da família Hoare. Na colina sobranceira aos jardins ergue-se um obelisco e a King Alfred's Tower (Torre do Rei Alfred), uma torre em tijolo de 50 metros de altura, desenhada por Henry Flitcroft em 1772; numa outra colina, o Templo de Apolo proporciona um ponto privilegiado para observar os magníficos rododendros, água, cascatas e templos. Os jardins acolhem uma grande colecção de árvores e arbustos de todo o mundo.

## Curiosidades
- Uma réplica em niniatura de Stourhead House foi apresentada como residência de Lady Penelope na série televisiva Thunderbirds.
- O Templo de Apolo e a Ponte Palladiana podem ser vistas na versão de 2005 do filme Orgulho e Preconceito.
- Stourhead House foi apresentada na capa do single "What Will You Do (When The Money Goes)?", da banda rock independente "Milburn".